# Balbiania
Balbiania Sirodot [fr], 1876 é o nome botânico de um género de algas vermelhas pluricelulares da família Balbianiaceae.

## Espécies
Atualmente apresenta 2 espécies taxonomicamente válidas:
- Balbiania investiens (Lenormand ex Kützing) Sirodot, 1876
- Balbiania meiospora Skuja, 1944